# Étude op. 10, no 7 de Chopin

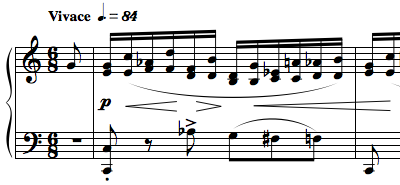
Incipit de l'étude.

L'Étude op. 10, no 7 de Chopin en do majeur est une étude pour piano composée par Frédéric Chopin entre 1830 et 1832 et publiée en 1833. Le tempo Vivace indique une vitesse de jeu vive.

## Structure
Conformément à la plupart des autres, l'Étude Op. 10, n° 7 se compose de trois sections. Le premier thème en do majeur est suivi d'un court second thème en ré majeur, qui revient au premier thème. Il s'agit d'un exercice d'intervalles, la main droite passant constamment des tierces mineures aux sixièmes augmentées, dans un rythme rapide de doubles croches, tandis que la main gauche joue un simple accompagnement harmonieux de basse.

## Technique
Pour être agréable sur le plan mélodique, l'Étude Op. 10, n° 7 exige une technique particulière, car l'interprétation de sa ligne mélodique n'est pas aussi facile que celle des études plus populaires de Chopin, par conséquent, elle n'est pas un standard du répertoire de concert. Cependant, les techniciens, en particulier Abby Whiteside, ont préféré cette pièce pour sa structure de notes et son exécution difficile. Elle affirme qu'il est impossible de la jouer sans suivre sa pédagogie, exigeant que chaque note soit jouée par l'action des bras. Il est toutefois possible de la maîtriser sans suivre sa méthodologie. 